# Sant Esteve d'Igüerri
Sant Esteve d'Igüerri és l'església del poble d'Igüerri, de l'antic terme de Llesp, actualment pertanyent al terme del Pont de Suert, sufragània de la parròquia de Santa Maria de les Neus d'Irgo. És un monument protegit com a bé cultural d'interès local

## Descripció
L'església ha estat molt transformada, amb el pas del temps, de manera que es fa difícil de reconèixer-hi els elements romànics originaris.
D'una sola nau, amb absis semicircular a llevant, que s'uneix amb la nau a través d'un arc presbiterial, actualment en part escapçat. Més modernament es bastiren el campanar i la capella del sud-est. La porta és a migdia, però una refacció recent de l'església ha desfet del tot la porta original.
El mur nord i una part de l'absis són els que conserven més traces romàniques, del segle xii.

## Història
El 1006, el bisbe Eimeric de Roda es traslladà a Llesp, que fou donat per Sanç Ramires d'Aragó al bisbat de Roda el 1085 i passà al segle xiii al Bisbat de Lleida.